# Vader
|  | Per a altres significats, vegeu «Darth Vader». |

Vader és un grup de death metal d'Olsztyn, Polònia fundat el 1986.
És un dels grups capdavanters del death metal europeu, una tradició estilística que es distingeix clarament de la del death metal nord-americà. No obstant això, tenen una marcada influència dels nord-americans Morbid Angel. El nom del grup prové del personatge Darth Vader de La Guerra de les Galàxies.

## Història
Malgrat que el grup començà la carrera el 1986, no editaren la primera maqueta, Morbid Reich, fins al 1990. Fou una fita remarcable per ser una producció de qualitat feta darrere el teló d'acer i perquè assolí la xifra de 10,000 còpies venudes. De fet, és una de les maquetes més exitoses de la història del heavy metal. Les peces de Morbid Reich aparegueren el 1993 en llur primer disc, The Ultimate Incantation, editat per Earache Records. El segon disc, De Profundis, es publicà el 1995 i és considerat la creació més reeixida del grups i una de les obres cabdals del death metal a nivell mundial. A continuació editaren un disc de versions, Future of the Past, i Black to the Blind, publicats respectivament el 1996 i el 1997. El 1998 signaren un contracte amb Metal Blade Records, gràcies al qual el maig de 2000 publicaren el quart disc, Litany. Els següents discos, Revelations (2002) i The Beast (2004), resultaren tal vegada menys inspirats que els anteriors. L'agost de 2005, el bateria Krzysztof "Doc" Raczkowski, morí a causa d'un càncer amb 35 anys. El 5 de setembre de 2006 publicaren llur setè àlbum d'estudi, Impressions in Blood.

## Discos d'estudi
- The Ultimate Incantation (1993)
- De Profundis (1995)
- Black to the Blind (1997)
- Litany (2000)
- Revelations (2002)
- The Beast (2004)
- Impressions in Blood (2006)
- Necropolis (2009)
- Welcome to the Morbid Reich (2011)
- Tibi et Igni (2014)
- The Empire (2016)
- Solitude in Madness (2020)